# Lavendel-Weide
Die Lavendel-Weide oder Grau-Weide (Salix eleagnos, teilweise auch als S. elaeagnos geschrieben) ist eine Pflanzenart aus der Gattung der Weiden (Salix).

## Beschreibung
Salix eleagnos ist ein Baum oder Strauch, der Wuchshöhen von bis zu 20 Metern erreicht. Die wechselständigen Laubblätter ähneln denen der Korb-Weide, sind aber etwas kleiner als bei dieser. Die Blattspreiten sind bei einer Länge von nur bis 12 Zentimetern schmal lanzettlich, wellig und meist ganzrandig. Zur Spitze hin sind die Blätter der Lavendel-Weide oft fein gesägt. Die Blattunterseite ist dicht grau- bis weißfilzig behaart, aber nicht schimmernd (siehe Bestimmungshinweis)!
Die Lavendel-Weide ist zweihäusig getrenntgeschlechtig (diözisch). Die Blütenstände erscheinen im April bis Mai, kurz vor oder mit dem Laubaustrieb. Die schlanken, meist gekrümmten Kätzchen sind 3 bis 5 Zentimeter lang.
Die Chromosomenzahl beträgt 2n = 38.

### Bestimmungshinweis
Anders als bei der Korb-Weide sind die Haare auf der Blattunterseite der Lavendel-Weide kreuz und quer zu einem dichten, glanzlosen Filz verwoben (Indument).

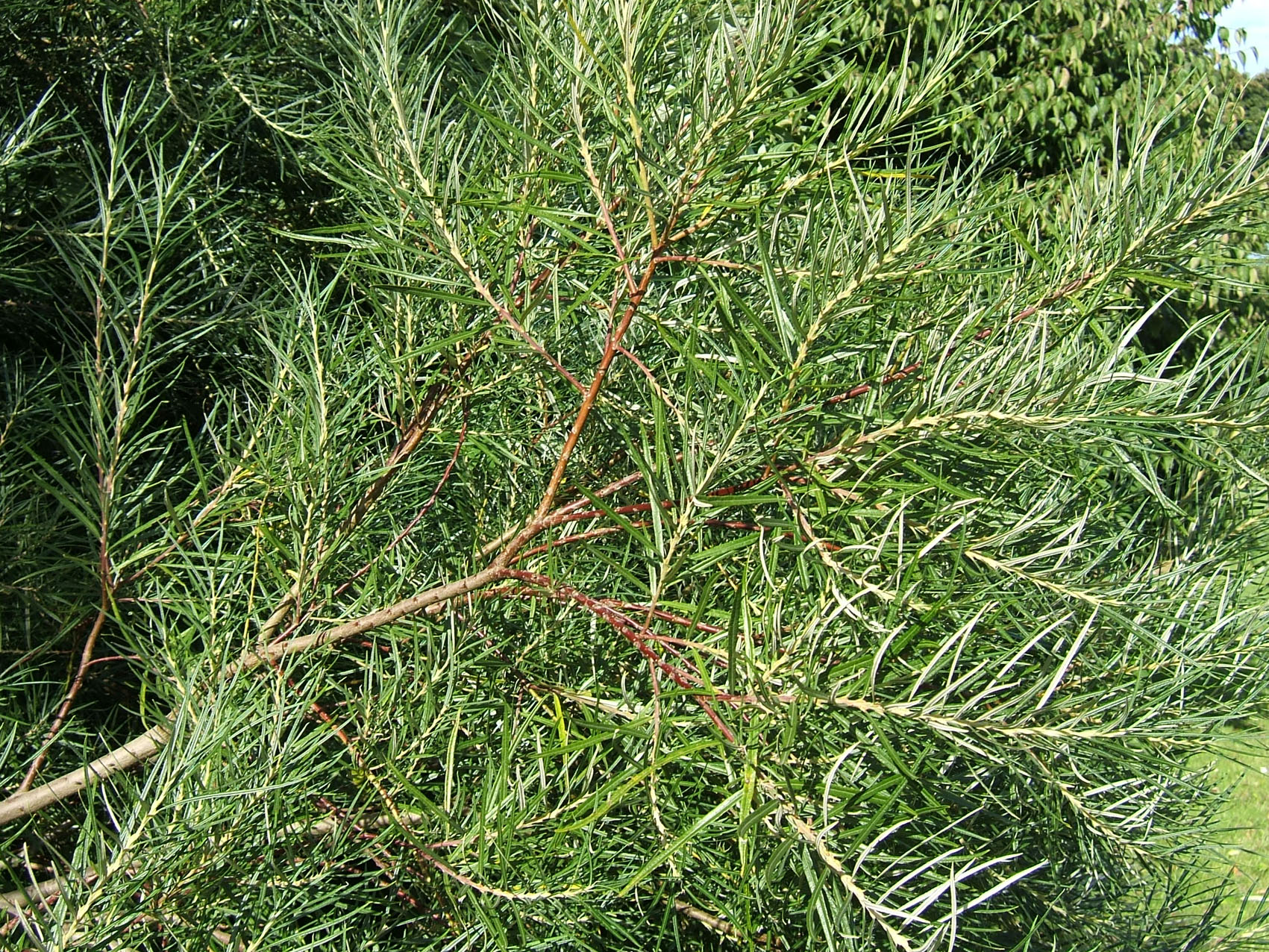
Lavendel-Weide (Salix eleagnos)

## Vorkommen
Die Lavendel-Weide kommt in den Gebirgen Mittel- und Südeuropas und in Kleinasien vor.
Salix eleagnos gedeiht am besten auf wechselfeuchten bis trockenen, meist kalkhaltigen Böden auf Ufer- und Schotterbänken von Gebirgs- und Vorgebirgsflüssen. Sie kommt auch auf feuchten mergeligen Rutschhängen vor. Sie ist in Mitteleuropa eine Charakterart des Salicetum elaeagni aus dem Verband Salicion elaeagni, kommt aber auch als Entwicklungsrelikt in Gesellschaften der Verbände Erico-Pinion oder im Salici-Hippophaetum rhamnoides des Verbands Berberidion vor. In den Allgäuer Alpen steigt sie bis zu 1600 Metern Meereshöhe auf.
Die ökologischen Zeigerwerte nach Landolt & al. 2010 sind in der Schweiz: Feuchtezahl F = 4fw+ (sehr feucht, aber stark wechselnd, im Bereich von fließendem Bodenwasser), Lichtzahl L = 4 (hell), Reaktionszahl R = 4 (neutral bis basisch), Temperaturzahl T = 3+ (unter-montan und ober-kollin), Nährstoffzahl N = 2 (nährstoffarm), Kontinentalitätszahl K = 3 (subozeanisch bis subkontinental).